# 舢舨

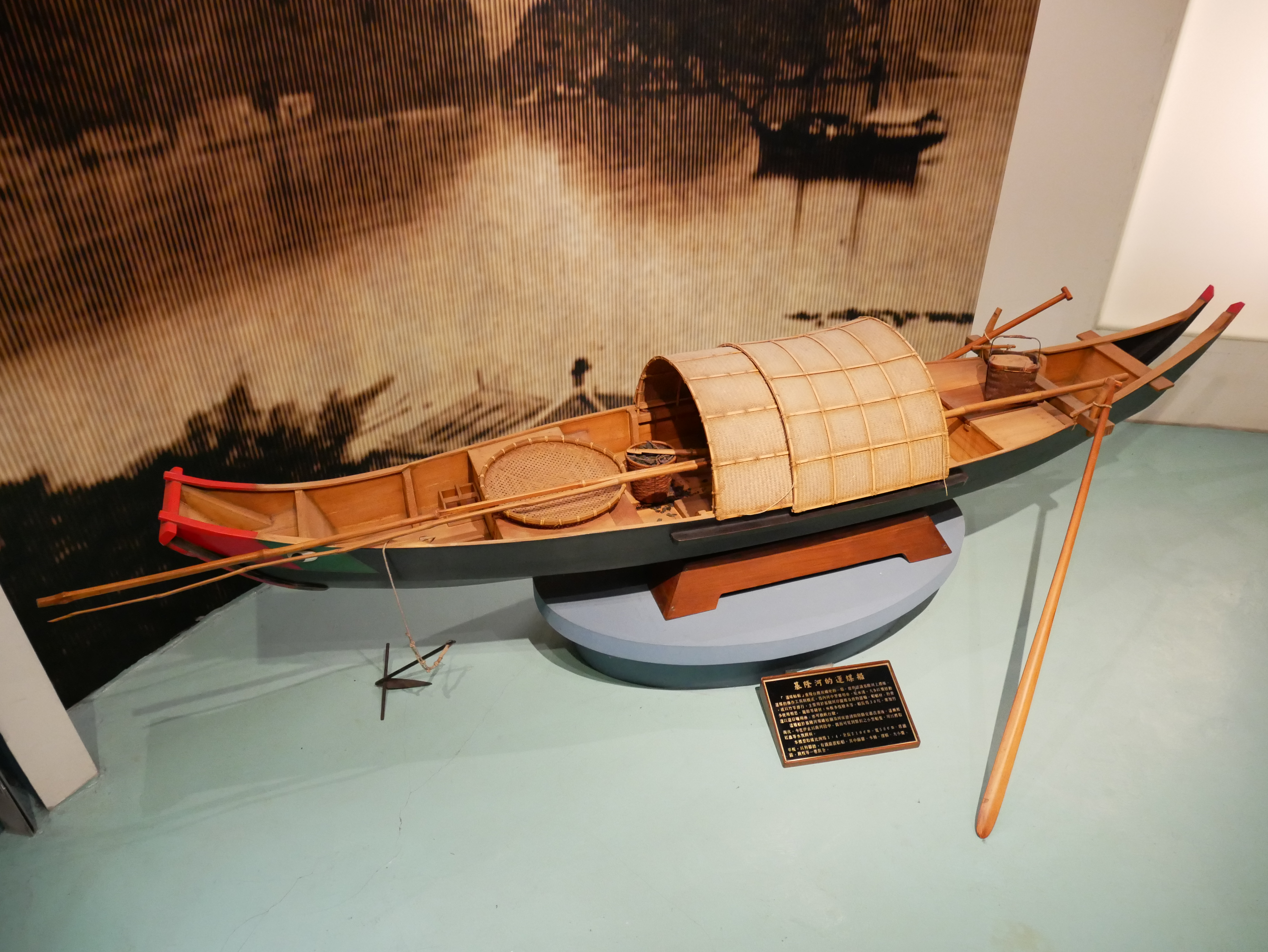
基隆文化中心基隆故事館展示的基隆河運煤舢舨模型

舢舨或稱三舨，是一種源自中國南方傳統水上運輸交通工具，為平底的木船，又流傳至其他華人聚居地及琉球。舢舨不適合遠洋航行，因為它經不起大風大浪的環境。所以中國廣東俗語所說：「舢舨充炮艇」。早年的小舢舨長約六呎用搖櫓行駛，近年改用玻璃纖維造艇身和馬達行駛。
舢舨原稱三板，原意是只由三塊木板組成的簡單船隻。舢舨常見於東亞平民化的漁民地區，例如台灣、香港、廣東珠江三角洲等地的漁村。後來流傳至琉球，在當地變成琉球式舢舨，又稱鱶舟。